# Teixidor de Preuss
El teixidor de Preuss (Ploceus preussi) és un ocell de la família dels ploceids (Ploceidae).

## Hàbitat i distribució
Habita els boscos a les terres baixes de Guinea, Sierra Leone, Libèria, Costa d'Ivori, Ghana, sud de Camerun, Gabon i nord i nord-est de la República Democràtica del Congo.